# FK Palanga
FK Palanga, celým názvem Futbolo klubas Palanga, byl litevský fotbalový klub z města Palanga. Klubové barvy byly žlutá a modrá.
Založen byl v roce 2010. V roce 2012 debutoval v Pirma lyga a v roce 2017 v A lyga.

## Úspěchy
- Pirma lyga (D2): 1x - (2017)

## Sezóny
| Sezóny | Div. | Liga       | Misto | Zdroje |
| ------ | ---- | ---------- | ----- | ------ |
| 2011   | 3.   | Antra lyga | 1.    | [ 1 ]  |
| 2012   | 2.   | Pirma lyga | 8.    | [ 2 ]  |
| 2013   | 2.   | Pirma lyga | 12.   | [ 3 ]  |
| 2014   | 2.   | Pirma lyga | 12.   | [ 4 ]  |
| 2015   | 2.   | Pirma lyga | 5.    | [ 5 ]  |
| 2016   | 2.   | Pirma lyga | 2.    | [ 6 ]  |
| 2017   | 2.   | Pirma lyga | 1.    | [ 7 ]  |
| 2018   | 1.   | A lyga     | 7.    | [ 8 ]  |
| 2019.  | 1.   | A lyga     | 7.    | [ 9 ]  |
| 2020   | x.   | x          | x.    |        |

## Bývalí trenéři
- Valdas Trakys (2014 — 2018);
- Arťom Gorlov (2019);
- Viačeslav Geraščenko (2019)[10]
- Algimantas Briaunys (16 September 2019).[11]